# Liste der Erzbischöfe von Conza
Die folgenden Personen waren Bischöfe und Erzbischöfe von Conza (Italien):
- Leo I. 1081
- Malcerio 1102
- Gregor 1103
- Pasquale 1106–1113
- Robert 1120–1129
- Heiliger Herbertus 1169–1181
- Gervasio 1184–1187
- Pantaleone 1200–1222
- Andrea 1225–1227
- Nicola de Bonifaciis 1254–1263
- Giacomo 1263–1274
- Marco Andrea de Alberto (oder de Albeto) 1274–1278
- Stefano de Oringo 1278
- Lorenzo Biondi 1279–1295
- Adenolfo 1295–1301
- Consiglio Gatti 1301–1320
- Leo II. 1327–1330
- Pietro 1332–1346
- Lorenzo 1346–1351
- Filippo 1351–1356
- Bartolomeo de Valenza 1356–1389
- Mello 1390–1412
- Nicola di Cassia 1417–1422
- Gaspare de Diano 1422–1438
- Latino Orsini 1438–1439
- Raimondo di Strangoli 1439–1455
- Giovanni dei Conti 1455–1483 (Kardinal)
- Nicola dei Conti 1484–1494
- Francesco Conti 1494–1517 (Kardinal)
- Camillo Gesualdo 1517–1535
- Troiano Gesualdo 1535–1539
- Niccolò Caetani di Sermoneta 1539–1546 (Kardinal) (dann Erzbischof von Capua)
- Marcello Crescenzi 1546–1552 (Kardinal) (Administrator)
- Ambrogio Caterino de Politis 1552–1553
- Girolamo Muzzarelli 1553–1561
- Alfonso Gesualdo 1563–1572 (Kardinal)
- Salvatore Caracciolo 1572–1573
- Marcantonio Pescara 1574–1584
- Scipione Gesualdo 1584–1608
- Bartolomeo Cesi 1608–1614 (Kardinal)
- Curzio Cocci 1614–1621
- Fabio della Leonessa 1621–1645
- Ercole Rangone 1645–1650
- Fabrizio Campana 1651–1667
- Giacomo Lenzi 1667–1672
- Paolo Caravita 1673–1681
- Gaetano Caracciolo 1682–1709
- Francesco Paolo Nicolai 1716–1731
- Giuseppe Nicolai 1731–1758
- Marcello Capano Orsini 1759–1765
- Cesare Antonio Caracciolo 1765–1776
- Ignazio Andrea Sambiase 1776–1799
- Gioacchino Maria Mancuso 1805–1811
- Michele Arcangelo Lupoli 1818–1831
- Gennaro Pellino 1832–1835
- Leone Ciampa 1836–1848
- Giuseppe Pappalardo 1848–1849
- Gregorio de Luca 1850–1878
- Salvatore Nappi 1879–1896
- Antonio Maria Buglione 1896–1904
- Nicola Piccirilli (1904–1917) (dann Erzbischof von Lanciano)
- Carmine Cesarano CSsR (1918–1921) (dann Erzbischof von Campagna)
- Giulio Tommasi (1921–1936)
- Aniello Calcara (1937–1940) (dann Erzbischof von Cosenza)
- Antonio Melomo (1940–1945)
- Cristoforo Demonico Carullo OFM (1946–1968)
- Gastone Mojaisky-Perrelli (1973–1978)
- Mario Miglietta (1978–1981) (dann Erzbischof von Ugento-Santa Maria di Leuca)
- Antonio Nuzzi (1981–1988) (dann Erzbischof von Teramo-Atri)
- Mario Milano (1989–1998) (dann Erzbischof von Aversa)
- Salvatore Nunnari (1999–2004) (dann Erzbischof von Cosenza-Bisignano)
- Francesco Alfano (2005–2012) (dann Erzbischof von Sorrent-Castellammare di Stabia)
- Pasquale Cascio (seit 2012)